# Пушкино (Промышленновский район)
Пу́шкино — деревня в Промышленновском районе Кемеровской области. Входит в состав Пушкинского сельского поселения.

## География
Центральная часть населённого пункта расположена на высоте 276 м над уровнем моря.

## Население
| 2010 |
| ---- |
| 207  |

### Половой состав
По данным Всероссийской переписи населения 2010 года, в деревне проживало 207 человек (103 мужчины, 104 женщины).